# Sahr-i-Bahlol
Sahr-i-Bahlol é um sítio histórico perto de Takht-i-Bahi, cerca de 70km a norte de Pexauar, capital da Caiber Paquetuncuá, Paquistão. Foi declarado Património Mundial pela Unesco em 1980. Antiguidades como estátuas, moedas utensilios e jóias são encontradas frequentemente.